# نابسامانی سینمایی لوک
نابسامانی سینمایی لوک (انگلیسی: Luke's Movie Muddle) یک فیلم کمدی صامت کوتاه به کارگردانی هال روچ است که در سال ۱۹۱۶ منتشر شد. نسخه‌هایی از این فیلم در بایگاهانی‌های مختلفی در سرتاسر جهان از جمله موزه جرج ایستمن نگهداری می‌شود.

## بازیگران
- هارولد لوید
- اسناب پالرد
- ببه دنیلز
- سمی بروکس
- باد جیمیسون
- چارلز استیونسون
- ارل موهان
- هری تاد
- فرد سی. نیومیر
- مارگارت جاسلین
- اوا تاچر
- استل هَریسون